# Pietro Ubaldi
Pietro Ubaldi (født 18. august 1886, død 29. februar 1972) var en italiensk filosof, forfatter og åndelig lærer. Han er mest kendt for sit arbejde inden for filosofi og åndelighed, især for sit omfattende værk kaldet  La grande sintesi (Den store syntese), som består af 24 bind. Ubaldi udforskede en række emner, herunder metafysik, kosmologi og åndelig udvikling, og han havde en vision om en forenet videnskabelig og åndelig forståelse af universet. Hans arbejde har haft indflydelse på åndelig tænkning og esoteriske studier gennem det 20. århundrede og fortsætter med at være af interesse for dem, der udforsker sådanne emner i dag.

## La Grande Sintesi
"La Grande Sintesi" af Pietro Ubaldi er et omfattende værk, der kombinerer filosofi, spiritualitet og kosmologi. Det centrale tema er en syntese eller sammenfletning af videnskabelig viden og åndelige principper for at opnå en dybere forståelse af universet og menneskets rolle i det. Ubaldi udforsker metafysiske spørgsmål såsom naturlovene, åndelig udvikling, karma, og kosmiske love. Han fremmer ideen om, at menneskehedens fremtidige udvikling afhænger af en integrering af åndelighed og videnskab, hvor åndelige principper ikke blot accepteres, men også integreres i vores forståelse og anvendelse af naturlovene.